# Межигірський фаянс
Межигі́рський фая́нс — назва керамічних виробів, що виготовляла Межигірська мануфактура в місті Київ в 19 столітті.

## Історія
У 1796 році німецький інженер Краніх віднайшов біля будівель Межигірського монастиря в Києві поклади каоліну. Глина стала сировиною для виготовлення посуду на побудованій поряд керамічній мануфактурі, яку заснував на базі колишнього Мижигірського монастиря та його земель Київський магістрат за спеціальним указом імператриці Катерини II. Було вирішено виробляти фаянсові вироби, які мали попит серед
набагато ширшого кола населення, ніж порцеляна, яку купували в основному аристократи. Та й прибуток був більший при виробництві фаянсу.
Фабрика розпочала роботу у 1798 році. Вироби мали попит і продавалися на ярмарках. Цьому також сприяло і те, що російський імператор Павло I підтримав економічна блокаду Великої Британії, яка була важливим виробником фаянсу.
Фабрика постійно виконувала приватні замовлення вищих чиновників, місцевої знаті. Виготовлявся господарський посуд великим тиражем для Уланського полку, Інституту благородних дівчат, паркові лави для Воронцовського палацу та багато іншого.
На фабриці отримали досвід роботи велика кількість професійних майстрів граверів, художників, технологів. На фабриці у 1811 році вперше в Російській імперії почали використовувати метод декорування шляхом друку з мідних гравірованих пластинок. Творчі та технічні розробки працівників фабрики широко використовувалися підприємствами Російської імперії, що займалися фаянсово-порцеляновими виробами.
Зростання кількості керамічних підприємств у Російські імперії, які виготовляли недорогий фаянс, розвиток залізниці, якою доставлявся фаянс з інших країн та економічні прорахунки керівників фабрики, привели до закриття у 1877 році фабрики.

## Художні особливості виробів
За роки свого існування Межигірська фабрика випускала продукцію різної якості та форми. Асортимент продукції формувався за фасонами зразків, що періодично надходили з Петербурга. Тому у виробах фабрики відобразилися всі стильові тенденції та історичні стилістичні моди того часу.
Дуже високу мистецьку цінність мали предмети, що виготовлялися на приватні замовлення вищих чиновників царського кабінету, місцевої знаті. Вони часто були в одному примірнику, на них ставили герб самого замовника. Такі «родинні» сервізи були унікальними і могли мати декілька сотень предметів. Менш забезпечена аристократія не могла дозволити собі подібні сервізи, тому замовляла дещо простіші вироби.
Крім звичайних «ординарних» сервізів на фабриці виготовлялися різноманітні лампадки, вази для фруктів, десертні підставки та багато іншого. Саме при їх створенні майстри найбільше проявляли своє вміння. Особливістю було застосування поліхромних глазурей, використання народних мотивів. Унікальними були, виконані в техніці рельєфу политого прозорою кольоровою глазур'ю, зелені, рожеві та блакитні сухарниці, супниці та найрізноманітніші чайні
та столові сервізи. Через те, що вони виготовлялися лише на Межигірській фабриці, вони користувались найбільшим попитом.
У перших творах було часте звернення до військової тематики. Згодом були виготовлені серії тарілок, з друкованими зображеннями краєвидів та архітектурних пам'яток Києва, Межигір'я та інших міст.
Зацікавленість до фаянсових виробів фабрики зросла через кілька десятків років після закриття. Збереглася невелика невелика кількість фаянсових речей фабрики, так як фаянс мав меншу вартість у порівняні з порцеляною. Найбільшу колекцію межигірського фаянсу мають київські Державний музей українського народного декоративного мистецтва
та Національний музей історії України. Окремі предмети є в Сумському історичному музеї та Одеському музеї археології. Є зібрання в інших країнах (Петергофі, Росія) та у приватних колекціях.